# Prefectura de Kyoto
La Prefectura de Kyoto (京都府; Kyōto-fu en japonés), literalment en català Prefectura Urbana de Kyoto, és una prefectura a la regió de Kinki, a l'illa de Honshu, Japó. La prefectura de Kyoto té una població de 2.581.570 (2020) i una extensió geogràfica de 4.612 km². Kyoto limita amb la prefectura de Fukui al nord-est, amb la prefectura de Shiga a l'est, amb la prefectura de Mie al sud-est, amb la prefectura de Nara i Osaka al sud i amb la prefectura de Hyogo a l'oest.
Kyoto és la capital i el municipi més gran de tota la prefectura, juntament amb altres de gran població com Uji, Kameoka o Maizuru. La prefectura de Kyoto es troba a la costa de la mar del Japó i s'estén al sud-est a través de la península de Kii, cobrint així les antigues províncies de Yamashiro, Tanba i Tango. La prefectura se centra al voltant de l'antiga capital imperial del Japó, Kyoto, i es tracta d'una de les dues úniques prefectures juntament amb Osaka que fan servir la denominació fu i no ken, com la resta de les prefectures. La ciutat de Kyoto ha fet de la prefectura del mateix nom una de les destinacions turístiques preferides tant pel turisme nacional japonés com per l'internacional, amb un 21 per cent del territori prefectural declarat parc natural. La zona sud de la prefectura de Kyoto forma part de l'Àrea metropolitana d'Osaka-Kobe-Kyoto, la segona àrea metropolitana amb més població del Japó després de l'àrea metropolitana de Tòquio i és una de les regions amb més producte interior brut de tot el món.
Kyoto es va establir com a prefectura l'any 1868 com a unió de la província de Tango, la província de Yamashiro i la província de Tanba. En l'àmbit polític, des de l'any 2019 la prefectura està governada per una coalició parlamentària entre conservadors (PLD), centre-esquerra (PDC), demobudistes (Kōmeitō) i el PRK, romanent únicament a l'oposició el PCJ. Des de 2018 el governador de la prefectura és en Takatoshi Nishiwaki, independent conservador.

## Geografia

Mapa on es pot vore la situació de Kyoto a la regió de Kansai

La prefectura de Kyoto es troba pràcticament al centre de l'illa de Honshu i del Japó. La prefectura té una extensió de 4.612,19 quilòmetres quadrats, que suposa el 1,2 percent del territori japonés i fan de Kyoto la 31na prefectura per extensió territorial. Cap al nord, la prefectura limita amb la mar del Japó, al sud amb les prefectures d'Osaka i Nara. Cap a l'est, Kyoto limita amb les prefectures de Fukui, Shiga i Mie. Cap a l'oest, la prefectura limita amb la prefectura de Hyogo. La prefectura es troba separada al centre per la serralada de Tanba, això fa molt diferent el clima del sud i el nord.
A data del 15 d'abril de 2016, el 21 percent del territori de la prefectura estava designat com parc natural, com els de Sanin Kaigan, Llac Biwa, Kyōto Tanba Kōgen, Tango-Amanohashidate-Ōeyama i Wakasa Wan així com els parcs naturals prefecturals de parc natural prefectural de Hozukyō, Kasagiyama i Rurikei.

### Districtes
A més de tot això, Kyoto també està dividida en districtes, una mena de comarques que fá d'agrupació administrativa de petits municipis.
| Districtes de la prefectura de Kyoto | |                                                                              |
|                                      | - Districte de Funai - Kyōtanba - Districte de Kuse - Kumiyama - Districte d'Otokuni - Ōyamazaki - Districte de Sōraku - Kasagi - Minami-Yamashiro - Seika - Wazuka | - Districte de Tsuzuki - Ide - Uji-Tawara - Districte de Yosa - Ine - Yosano |

### Oficines prefecturals
El govern prefectural té establides des de 2004 una mena de "subprefectures" u oficines prefecturals que divideixen la prefectura en diferents regions. Abans del 2004 hi havien dotze subdivisions, però la realitat demogràfica actual de la prefectura ha fet que s'hagen de canviar per complet els antics esquemes. La finalitat d'aquestes oficines que actuen com a ens descentralitzador prefectural és la gestió dels servicis atribuïts al govern prefectural arreu de la prefectura. Cada "subprefectura" té una ciutat "capital" on es troben les instal·lacions del govern i les autoritats prefecturals nomenen a un delegat per a cada oficina. El municipi de Kyoto resta al marge d'aquesta divisió administrativa quedant com un municipi aïllat.
| # | Departament | Departament    | Capital  | Capital  | Regions Kyoto |
| # | Català      | Japonés        | Català   | Japonés  | Regions Kyoto |
| 1 | Tango       | 丹後広域振興局 | Kyōtango | 京丹後市 | Regions Kyoto |
| 2 | Chūtan      | 中丹広域振興局 | Maizuru  | 舞鶴市   | Regions Kyoto |
| 3 | Nantan      | 南丹広域振興局 | Kameoka  | 亀岡市   | Regions Kyoto |
| 4 | Kyoto       | 京都市         | Nakagyō  | 中京区   | Regions Kyoto |
| 5 | Yamashiro   | 山城広域振興局 | Uji      | 宇治市   | Regions Kyoto |

## Política i govern

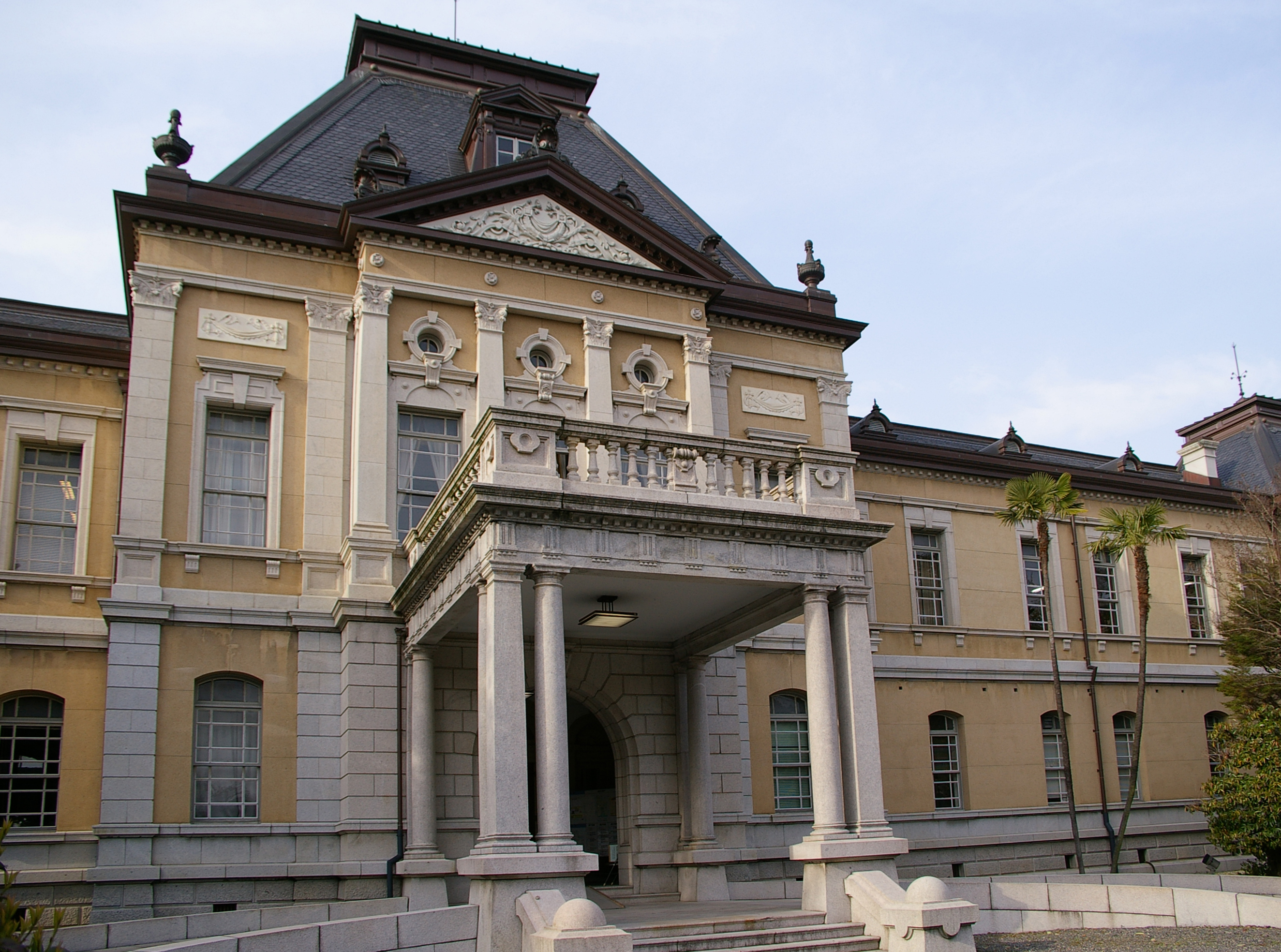
Antic edifici del govern de Kyoto

Dins del sistema prefectural japonés, Kyoto té un cert estatus especial (juntament amb la prefectura d'Osaka), ja que, a diferència de la resta de prefectures que són classificades com a -ken (prefectura rural), Kyoto és classificada com a -fu (prefectura urbana). Aquesta és una denominació merament simbòlica, ja que Osaka té les mateixes competències prefecturals que qualsevol altra prefectura.

### Governador
En aquesta taula només es reflecteixen els governadors democràtics, és a dir, des de l'any 1947.
| Governador          | Inici del mandat | Fi del mandat | Partit | Partit      |
| Atsushi Kimura      | 1947             | 1950          |        | Independent |
| Torazō Ninagawa     | 1950             | 1978          |        | PSJ         |
| Yukio Hayashida     | 1978             | 1986          |        | PLD         |
| Teiichi Aramaki     | 1986             | 2002          |        | Independent |
| Keiji Yamada        | 2002             | 2018          |        | Independent |
| Takatoshi Nishiwaki | 2018             | -             |        | Independent |

### El govern
| Governador                        | Takatoshi Nishiwaki                                  | Independent |  |
| Departaments                      | Responsable/a                                        | Partit      |  |
| Vice-Governadors                  | Shuuichi Yamauchi Akimasa Yamashita Hiroshi Funamoto | Ind         |  |
| Departament de descentralització  | -                                                    | Ind         |  |
| Gestió de Crisis                  | -                                                    | Ind         |  |
| Afers Generals                    | -                                                    | Ind         |  |
| Planificació de Polítiques        | -                                                    | Ind         |  |
| Medi Ambient                      | -                                                    | Ind         |  |
| Cultura i Esports                 | -                                                    | Ind         |  |
| Salut i Benestar                  | -                                                    | Ind         |  |
| Comerç, Treball i Turisme         | -                                                    | Ind         |  |
| Agricultura, Silvicultura i Pesca | -                                                    | Ind         |  |
| Transport i Construcció           | -                                                    | Ind         |  |

### Assemblea prefectural

Composició de l'Assemblea.

Després de les eleccions prefecturals el govern està format per una coalició dels liberal-demòcrates, que van vèncer les eleccions amb 30 escons dels 60 totals de la cambra i la resta de les forces polítiques a excepció dels comunistes. La composició després de les eleccions del 2019 és la següent:
| Partit | Partit                            | Partit  | Membres |
| ------ | --------------------------------- | ------- | ------- |
|        | Partit Liberal Democràtic         | PLD     | 30 / 60 |
|        | Partit Comunista del Japó         | PCJ     | 12 / 60 |
|        | Club Popular                      | PDC-PDG | 11 / 60 |
|        | Kōmeitō                           | KMT     | 5 / 60  |
|        | Partit de la Restauració de Kyoto | PRK     | 2 / 60  |
|        | Independents                      | Ind     | 0 / 60  |
|        | Escons vacants                    |         | 0 / 60  |

## Economia
L'economia de la prefectura de Kyoto està recolzada per indústries que creen productes únics de Kyoto, com el turisme o l'artesania tradicional amb més de 1.200 anys d'antiguitat, així com les empreses de noves tecnologies, les quals combinen els avanços tecnològics amb el caràcter tradicional de Kyoto.
Al nord de Kyoto, a la península de Tango, la indústria està centrada en la silvicultura de peixos i mariscs així com el transport marítim. A la regió central de Kyoto es treballa més en els sectors de l'agricultura i el món forestal. La prefectura de Kyoto produeix el 13 percent del sake i el te verd domèstic. Per acabar, la regió sud, la més poblada, està enfocada en el sector servicis, especialment el turisme, i la indústria.
Les indústries amb seu a la prefectura de Kyoto són empreses senyera tant al Japó com a la resta del món, comercialitzant productes d'alta tecnologia i altres. A data del 2018, segons el rànquing anual de la revista Forbes, les següents empreses d'èxit tenen la seua seu a la prefectura de Kyoto:
- Nidec
- Kyocera
- Manufactures Murata
- Nintendo
- Omron
- Banc de Kyoto
- Takara Holdings
- GS Yuasa Corporation
- Screen Holdings
- Mitsubishi Logisnext
- Maxell
- Kyoto Animation

A data d'octubre de 2019, el sou mínim a la prefectura de Kyoto fou de 909 iens per hora.

### Infraestructura

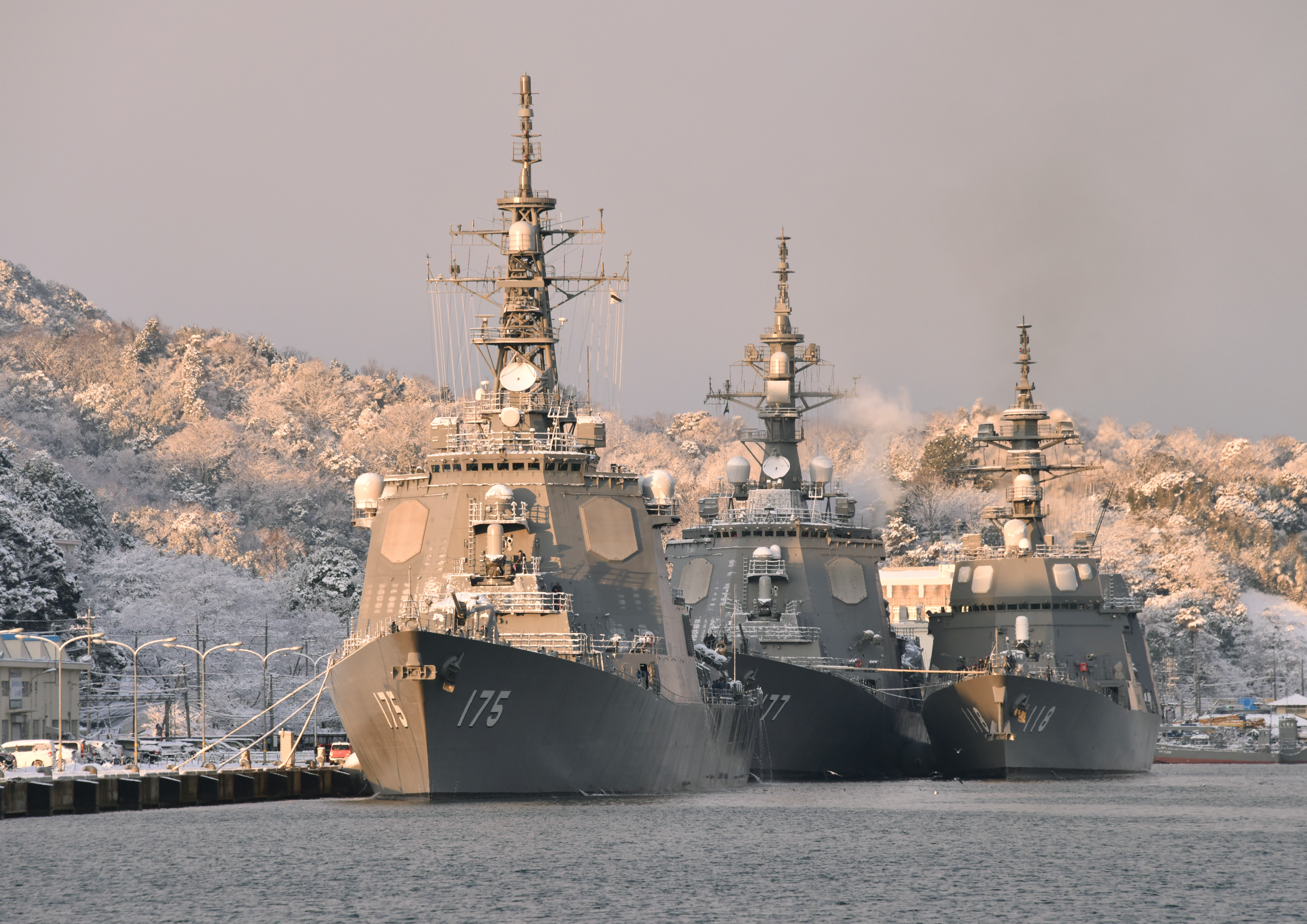
Vaixell de guerra al port de Maizuru

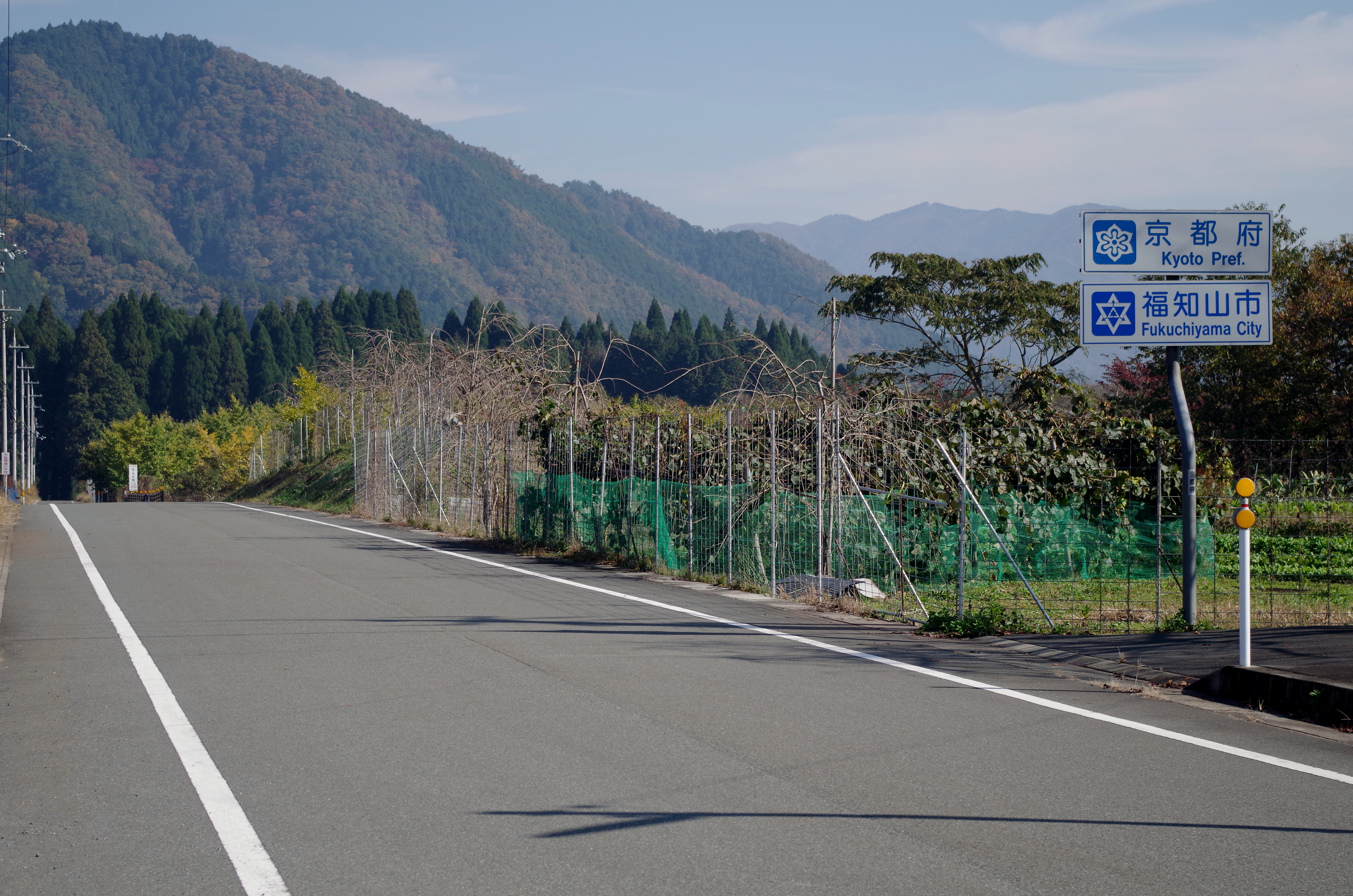
Frontera entre les prefectures de Kyoto i Hyogo a la carretera prefectural no. 63

#### Aeroports
A la prefectura de Kyoto no existeix cap aeroport. Depenent de la zona de la prefectura, els ciutadans d'aquesta han d'anar als aeroports de Tajima (Hyogo) o a l'Aeroport d'Itami (Osaka-Hyogo) com a aeroports més propers. Al municipi més septentrional de la prefectura, Kyōtango, existeix una base de la Força Aèria d'Autodefensa del Japó.

#### Ports
La prefectura de Hyogo limita amb el mar al nord. En concret, les costes septentrionals de la prefectura estan banyades per la mar del Japó. A la ciutat de Maizuru es troba el port del mateix nom, el qual rep contenidors de comerç internacional i és punt d'eixida de la ruta de ferry cap a Hokkaido (amb destinació Otaru i Tomakomai). Al mateix municipi de Maizuru també es troben les instal·lacions militars de la marina de les Forces d'Autodefensa del Japó, on aquesta té vaixells de guerra i fa pràctiques.

#### Ferrocarrils
A la prefectura de Kyoto operen diverses companyies amb seu o no a la prefectura i privades i públiques. L'ajuntament de Kyoto disposa d'una xarxa de metro.
- Companyia de Ferrocarrils del Japó Central
- Companyia de Ferrocarrils del Japó Occidental
- Ferrocarril Elèctric Eizan
- Ferrocarril Elèctric Keihan
- Ferrocarril Elèctric Keifuku
- Ferrocarril Hankyū
- Ferrocarril Japó Kinki (Kintetsu)
- Metro de Kyoto
- Ferrocarril Escènic de Sagano
- Ferrocarril Kyoto Tango

## Societat

Mapa de creixement demogràfic per municipi. El verd simbolitza el creixement positiu, el roig, el negatiu.

### Demografia
La prefectura de Kyoto és la 13 prefectura en població del Japó. La gran part de la població es troba a la capital, la ciutat de Kyoto i la rodalia. La gran massa de població es mou arran els núclis econòmics com són la capital prefectural, la zona industrial del sud i la ciutat d'Osaka. De fet, molts dels municips del sud de la prefectura que limiten amb la capital i amb Osaka han vist augmentada la seua població com a ciutat dormitori. La part nord de la prefectura està menys poblada i, per tant, menys desenvolupada en servicis i infraestructures. Com a la majoria de prefectures del Japó, Kyoto té un creixement demogràfic negatiu.
| 1890      | 1900      | 1910      | 1920      | 1930      | 1940      | 1950      |
| --------- | --------- | --------- | --------- | --------- | --------- | --------- |
| 894.928   | 1.022.695 | 1.197.473 | 1.287.147 | 1.552.832 | 1.729.993 | 1.832.934 |
| 1960      | 1970      | 1980      | 1990      | 2000      | 2010      | 2020      |
| 1.993.403 | 2.250.087 | 2.527.330 | 2.602.460 | 2.644.391 | 2.636.092 | 2.581.570 |

## Persones il·lustres
- Katsuhiro Kusaki